# IC 948
IC 948 је елиптична галаксија у сазвјежђу Волар која се налази на листи објеката дубоког неба у Индекс каталогу.
Деклинација објекта је + 14° 5' 28" а ректасцензија 13h 52m 26,6s. Привидна величина (магнитуда) објекта IC 948 износи 13,2 а фотографска магнитуда 14,2. IC 948 је још познат и под ознакама UGC 8779, MCG 2-35-23, CGCG 73-92, PGC 49281.